# المسرح البلدي في كورفو

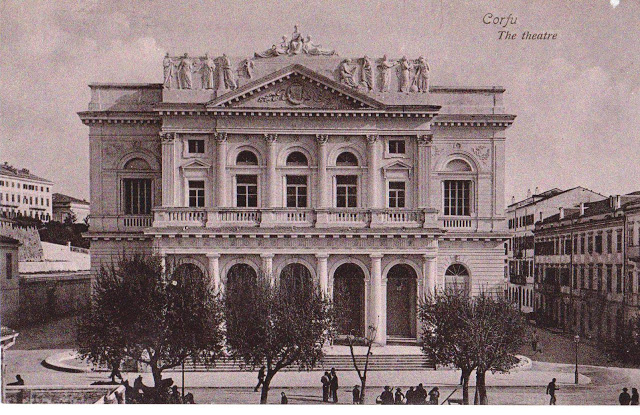

كان المسرح البلدي في كورفو المسرح الرئيس ودار الأوبرا في كورفو في اليونان من عام 1902 إلى عام 1943. وكان هذا المسرح خليفة نوبيل تياترو دي سان جياكومو دي كورفو الذي أصبح مجلس مدينة كورفو. لقد دُمر خلال ضربة لوفتفافه الجوية في عام 1943. وخلال تاريخه الممتد على مدار 41 عام، كان واحدًا من دور الأوبرا والمسارح الرئيسة في اليونان والمسرح الأول في جنوب شرق آسيا. ساهم في فنون وتاريخ البلقان وأوروبا.

## التاريخ والهندسة المعمارية
بُني المسرح ليلبي طلبات الجمهور المتزايد. اتُخذ قرار بنائه في عام 1885 خلال الفترة التي كان فيها جورجيوس ثيوتوكيس عمدة، وبدأ البناء في عام 1893 من قبل العمدة مايكل ثيوتوكيس. أدت تكاليف البناء العالية إلى تأخير افتتاحه التدشيني حتى عام 1902. كان مهندسه المعماري الإيطالي كونرادو بيرجوليسي الذي طور خططًا على غرار لا سكالا في ميلان. كان الارتفاع الأقصى للمسرح 39 مترًا؛ كان هناك معرض في المدخل الأمامي تزينه أعمده بترتيب توسكان. يُظهر المدخل أعمدة أرجوانية ضخمة، وزين فنانون إيطاليون جدرانه العالية برسوم جدارية لمؤلفين موسيقيين مشهورين.
زُين الطابق العلوي بأربعة أشباه أعمدة بترتيب كورينثان وجملون. وقف درع اللافتة الرسمي لكورفو بطريقة النقش البارز في مركز الجملون ويحيط به إكليل غار. كان المدرج يحتوي على 64 صندوقًا مزينًا مرتبة في ثلاثة مستويات ومعرض لعامة الناس في الأعلى. كان الصندوق الأول في الصف الأول محفوظًا للجنة المسرح. وفي مكتب خلف هذا الصندوق، حُفظ أرشيف نوبيل تياترو دي سان جياكومو. أما الصندوق الأول من الصف الثاني فكان محفوظًا للعائلة الملكية اليونانية.
احتوت كل الصناديق على مصابيح غازية في القسم المنحني منها. تجمع العوام في المستوى الأعلى من المعرض. كان هناك خشبة مسرح لتستوعب الأوركسترا. كانت الأوركسترا مؤلفة بشكل رئيسي من المحليين وكانت تؤدي 10 أوبرات في كل دورة. بدأ موسم الأوبرا في سبتمبر وانتهى في الأحد قبل الاثنين النظيف. كانت ستارة المسرح الجديد موروثة عن سالفه تياترو دي سان جياكومو وكانت من صنع فنان إيطالي. صورت مشهدًا من أوديسي حيث يقوم الملك ألسينيوس باستقبال أوديسيوس في أرض فاياكس. اعتبر هذا المسرح واحدًا من أفضل المسارح في أوروبا بتجهيزاته الصوتية الرائعة وداخله المزخرف بطريقة غنية وصور آلهة الإغريق قديمًا وموضوعات موسيقية رسمها فنانون إيطاليون. كان يعمل أيضًا بمثابة مكان للقاء الاجتماعي حيث يلتقي المجتمع الراقي من أجل الرقص والحفلات الراقصة.
كان تاريخ افتتاحه الرسمي في السابع من ديسمبر عام 1902، وكان الأداء التدشيني مع واغنر بأوبرا لوهنغرين. حضر القيصر فيلهلم الثاني عروض الأداء أيضًا بينما كان يقضي إجازاته في قصر أخيليون الخاص به. في عام 1907، قدمت الجمعية الموسيقية القديمة في كورفو سيمفونية بأداء قابله الجمهور بالكثير من الاستحسان.